# 太阁立志传II
《太阁立志传II》是一款由光荣公司制作和发行的角色扮演类游戏，為太閤立志傳系列第2作。本游戏最初于1995年3月在PC-98发行，游戏后移植至PlayStation和世嘉土星等平台。本游戏于1996年2月23日在日本地区PlayStation发行。
本游戏从前作继承了众多元素。武将的能力值分为内政、外交、统率、武力和魅力。此外还有10个技能。
战斗分为个人、战野战和攻城战。